# Sławoszowa
Sławoszowa (niem. Amalienthal) – przysiółek wsi Grabownica w Polsce, położony w województwie dolnośląskim, w powiecie milickim, w gminie Krośnice.
W latach 1975–1998 przysiółek należał administracyjnie do województwa wrocławskiego.

## Nazwa
12 lutego 1948 r. ustalono urzędową polską nazwę miejscowości – Sławoszowa, określając drugi przypadek jako Sławoszowej, a przymiotnik – sławoszowski.